# Rue de Seine (album de Solal et Douglas)
Pour l’article homonyme, voir Rue de Seine.
Albums par Martial Solal
NY-1: Live at the Village Vanguard
(2003) Exposition sans tableau
(2007)
Albums par Dave Douglas
Meaning and Mystery
(2006) Moonshine
(2007)
Rue de Seine est un album en duo du pianiste de jazz français Martial Solal et du trompettiste américain Dave Douglas sorti en 2006.
L'album commence par six compositions des deux musiciens, suivies de quatre standards.
Dave Douglas a écrit un blues en hommage au saxophoniste Steve Lacy, décédé un an avant l'enregistrement.

## Genèse
Martial Solal, âgé de 79 ans, est un des meilleurs pianistes européens depuis les années 1950. De 35 ans son cadet, Dave Douglas est un trompettiste très apprécié par la critique. Les deux musiciens se sont rencontrés pour la première fois en studio à l'initiative du producteur italien Ermanno Basso, pour un jour de répétition et un autre d'enregistrement.

## Réception critique
La critique est globalement positive (Les Inrockuptibles, Le Monde, Jazziz, etc.), louant l'interaction entre les deux musiciens,,,
, chacun faisant ressortir les qualités de l'autre.
Pour Ken Dryden (AllMusic), « les 35 ans qui séparent les musiciens n'ont l'air de rien, ils interagissent comme de vieux amis qui auraient joué ensemble un nombre incalculable de fois ». Dryden et Nic Jones (All About Jazz) souhaiteraient entendre un autre album de ces deux musiciens,.
À l'inverse, Guillaume Lagrée (Citizen Jazz) suppose que les deux musiciens, qui n'avaient jamais joué ensemble, n'ont que trop peu répété avant d'enregistrer : « aucun des [morceaux] ne permet la fusion entre les deux musiciens. […] Comme si les musiciens étaient deux planètes, chacune parcourant son orbite propre sans jamais rencontrer l’autre ». Il regrette qu'on ne retrouve pas ici la complicité qu'on entend sur Portrait in Black and White, duo de Martial Solal avec Éric Le Lann.

## Pistes
| No  | Titre                   | Musique                                                 | Durée |
| --- | ----------------------- | ------------------------------------------------------- | ----- |
| 1.  | July Shower             | Martial Solal                                           | 5:24  |
| 2.  | Blues To Steve Lacy     | Dave Douglas                                            | 5:56  |
| 3.  | 34 Bars Blues           | Martial Solal                                           | 5:12  |
| 4.  | For Suzannah            | Dave Douglas                                            | 3:27  |
| 5.  | Fast Ballad             | Martial Solal                                           | 3:39  |
| 6.  | Elk's Club              | Dave Douglas                                            | 5:08  |
| 7.  | Have You Met Miss Jones | Lorenz Hart, Richard Rodgers                            | 4:28  |
| 8.  | Body and Soul           | Edward Heyman, Robert Sour, Frank Eyton et Johnny Green | 5:20  |
| 9.  | Here's That Rainy Day   | Jimmy Van Heusen, Johnny Burke                          | 3:20  |
| 10. | All the Things You Are  | Jerome Kern, Oscar Hammerstein II                       | 6:35  |

## Musiciens
- Martial Solal : piano
- Dave Douglas : trompette